# Латинізм
Латині́зм (від лат. Latinus — латинський, римський) — різновид запозичень, слово, його окреме значення, вислів, морфема тощо, запозичені з латинської мови або утворені за її зразком. Латинізми переважно усвідомлюються мовцями як чужорідний елемент і зберігають ознаки свого походження.
Латинізми в українській мові розшаровуються за часом своєї появи:
- успадковані з давньоруської мови (баня, коляда, фортуна);
- запозичені у XV-XVIII століттях внаслідок вивчення латинської мови в українських школах (абсурд, бурса, вакації, гумор, кримінал, оренда, рація, термін тощо). Частина з них увійшла в українську мову через польське посередництво, менше — через німецьке, російське, французьке;
- запозичені у XIX-XX століттях переважно як елементи суспільно-політичної, медичної, біологічної та іншої наукової термінології (алібі, ампула, вакуум, гербарій, дегенерат, еволюція, модус тощо).

Латинізми становлять значну частину інтернаціоналізмів української мови. Серед латинізмів окремою групою стоять скальковані фразеологізми (Жереб кинуто, Золота середина, Біла ворона). Іноді окремі слова, вирази й крилаті вислови латинського походження передаються на письмі латиницею (alter ego — друге я, post scriptum — після написаного, memento mori — пам'ятай про смерть, sapienti sat — розумному досить).
Серед латинізмів української мови вирізняються латинські за походженням засоби словотворення: префікси де-, екс-, ім-, ін-, інтер-, pe-, ультра-;
суфікси -аль(ний), -ат, -ація, -ент, -ій, -тор, -тура-, -ум, -ус.
Серед латинізмів виділяють тематичні групи.